# Pekkos Per
Pekkos Per Olsson (även stavat Päckos och annat), född 6 februari 1808 i Rättviks församling, Kopparbergs län, död 13 maj 1877 i Rättviks församling, Kopparbergs län, var en svensk fiolspelman från Bingsjö i Rättviks finnmark. 

## Biografi
Han blev direkt och indirekt läromästare till flera senare Bingsjöspelmän, den mest kände av dem Hjort Anders Olsson (även om Hjort Anders bara var 12 år vid Pekkos Pers död). Pekkos Per var också spelmannen Päkkos Gustafs farmors morfars bror.
Pekkos Per bodde på Pekkosgården, då den största av gårdarna i Bingsjö, och han byggde den nuvarande gården på 1850-talet. Han spelade på många bröllop i Bingsjö, och längre bort i Rättvik, Boda och Hälsingland.